# Statlig järnväg
En statlig järnväg eller statsbana är en järnväg som ägs av staten, och således inte är enskild järnväg.
Ägarbilden varierar mellan olika länder, och i bland annat USA är många järnvägar privata. I Sverige ägs de flesta järnvägar av svenska staten och förvaltas av Trafikverket. Det var svenska staten genom Statens Järnvägar som lät bygga stambanorna. De flesta övriga banorna förstatligades under mitten av 1900-talet, efter beslut i Sveriges riksdag 1939.
Frågan om ägarstruktur har tidvis varit ideologisk, där man har betraktat privata järnvägar som en del i en marknadsekonomi.

### Fotnoter
1. ↑  Niklas Ingmarsson (13 september 2006). ”150 år på räls” (på svenska). Populär historia. https://popularhistoria.se/teknik/trafik/150-ar-pa-rals. Läst 5 oktober 2018.